# Shinobi: Heart Under Blade
Shinobi: Heart Under Blade es una película estrenada el año 2005, dirigida por Ten Shimoyama y protagonizada por los actores Yukie Nakama y Joe Odagiri. Sus estilos fluctúan entre el romance y el ninjutsu, con elementos que recuerdan al anime japonés.  La película está basada en el anime Basilisk Kōga Ninpō Chō (Basilisk).
La historia escrita por Kenya Hirata y Futaro Yamadade es una adaptación de la novela Kōga Ninpō Cho (甲賀忍法帖?) originalmente escrita por Futaro Yamada.

## Trama
Situada inmediatamente después del Periodo de Estados Japoneses En Guerra (al interior del periodo Sengoku), Iga y Kōga, dos clanes de ninjas que han instruido a poderosos espías para jefes militares, han estado emprendiendo una vendetta el uno contra el otro por más de cien años 
Alrededor del año 1614, Ieyasu Tokugawa, el jefe más alto de Japón y el fundador del Tokugawa Shogunate, percibió la amenaza planteada por el ninjas de Iga y Kōga. Intentando consolidar su reinado, deliberadamente removió la contienda entre los dos clanes invitándolos a escoger a sus mejores guerreros ninja para tener una batalla a muerte.
Designados como los líderes de los dos clanes respectivamente, Kōga Gennosuke (甲賀弦之介, interpretado por Joe Odagiri) y Oboro (朧, interpretada por Yukie Nakama), quienes en secreto mantienen un fuerte amor y una gran unión romántica, son obligados a participar en este complot político. Desde ese momento, ambos tienen que hacer una decisión sumamente difícil entre el amor que los une y su responsabilidad con sus respectivos clanes. En un comienzo fueron pacíficos e hicieron todo lo posible para evitar la lucha que no tenía significado alguno solo por la orden del shogunato. Después de las muertes de todos sus compañeros durante varias peleas, sin embargo, ellos finalmente aceptan su inevitable destino.Cual de los clanes será el vencedor y si el amor de los líderes no acabara.